# Super Galena
Super Galena is een hopvariëteit, gebruikt voor het brouwen van bier.
Deze hopvariëteit is een “bitterhop”, bij het bierbrouwen voornamelijk gebruik voor zijn bittereigenschappen. Deze Amerikaanse variëteit werd ontwikkeld door het Hopsteiner breeding program en op de markt gebracht in 2006. De variëteit heeft een gelijkaardig profiel als Galena maar hogere alfa- en bètawaarden.

## Kenmerken
- Alfazuur: 13 – 16%
- Bètazuur: 8 – 10%
- Eigenschappen: hoge bitterheid met prikkelend, clean, aangenaam en citrusachtig aroma